# The Oprah Winfrey Show
The Oprah Winfrey Show, oft auch nur Oprah oder kurz O genannt, war eine US-amerikanische Talkshow.
Die Oprah Winfrey Show war nach ihrer Moderatorin Oprah Winfrey benannt und wurde von deren Unternehmen „HARPO“ (der Name Oprah rückwärts gelesen) produziert. Sie war die bei weitem erfolgreichste Talkshow in der Geschichte des amerikanischen Fernsehens. Sie lief seit dem 8. September 1986 und ist mit 25 Jahren und über 4.500 Folgen die am längsten ausgestrahlte Talkshow in den Vereinigten Staaten. Die Show hatte täglich bis zu 20 Mio. Zuschauer in den Vereinigten Staaten und wurde in über 130 Ländern ausgestrahlt. In Deutschland sendete der Free-TV-Sender sixx die The Oprah Winfrey Show dreimal wöchentlich mit deutschen Untertiteln.
Am 20. November 2009 kündigte Oprah Winfrey an, 2011 mit ihrer Talkshow aufzuhören, die letzte Sendung wurde dann am 25. Mai 2011 ausgestrahlt.

## Sendungen (Auswahl)
Neben unbekannten Gästen mit besonderen Geschichten und Erlebnissen traten viele der in den Vereinigten Staaten bekannte Persönlichkeiten, wie Politiker und Stars aus Film und Fernsehen, in der Show auf. Zu den besonderen Showmomenten der Oprah Winfrey Show werden unter anderem folgende Auftritte gezählt:

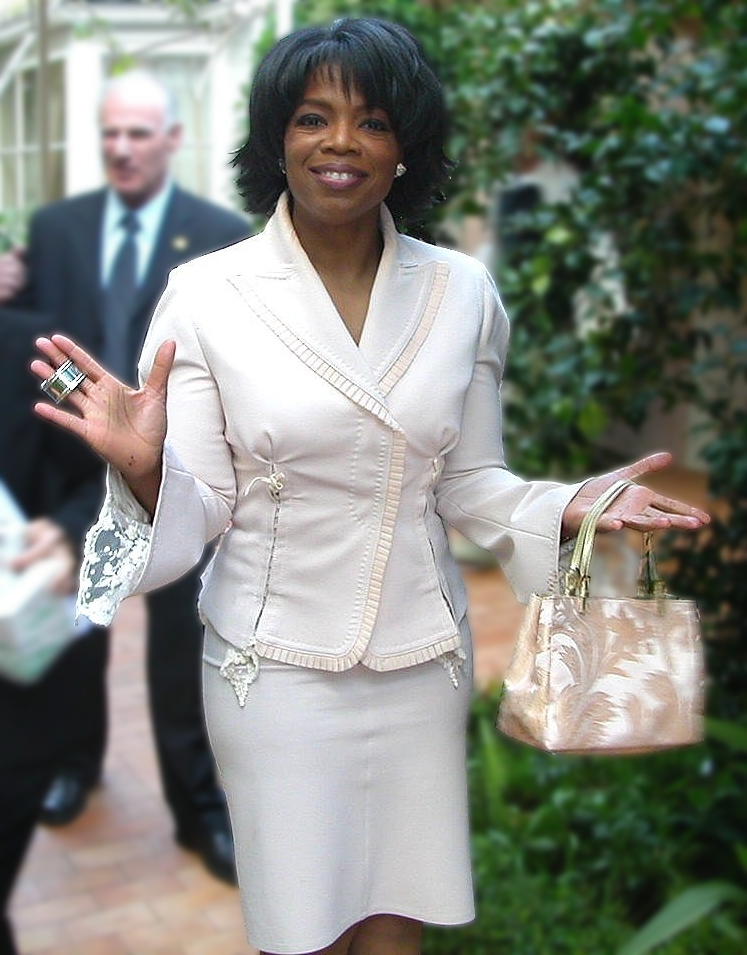
Oprah Winfrey

- Der bekannte Entertainer Liberace hatte im Dezember 1986, kurz vor seinem Tod, hier seinen letzten Fernseh-Auftritt, in dem er bereits sehr von seiner AIDS-Krankheit gezeichnet war.
- Überlebende der Little Rock Nine trafen hier auf ehemalige Klassenkameraden, die sie früher noch diskriminiert hatten.
- 1993 hatte Michael Jackson mit knapp 37 Mio. Zuschauern einen seiner vielbeachteten seltenen Auftritte, in dem er u. a. erstmals über seine Hautkrankheit Vitiligo berichtete.
- In einer Sendung 1995 gestand Winfrey einen früheren Drogenkonsum aufgrund von Beziehungsproblemen.
- Im November 1996 sprachen Prince und seine damalige Ehefrau Mayte Garcia über ihren Sohn, verheimlichten aber, dass dieser kurz nach der Geburt im Oktober 1996 gestorben war.
- In einer Sendung 2003 erzählte Jacqueline Saburido, Opfer eines Verkehrsunfalls aufgrund Alkohols am Steuer, ihre Geschichte und traf dabei auf die Mutter des verurteilten Unfallverursachers. Oprah Winfrey erklärte Saburido zu einer der liebsten Gästen ihrer langen Karriere, da diese trotz ihres schweren Schicksals und ihres entstellten Gesichtes vor innerer Schönheit strahle.
- Tom Cruise gestand in einem Auftritt 2005, in dem er u. a. auf dem Sofa herumhüpfte und auf den Knien umherrutschte, seine Liebe zu Katie Holmes. Der Auftritt wurde in den Vereinigten Staaten zum Most Surprising Television Moment 2005 gewählt.
- Kate und Gerry McCann waren 2009 Gäste der Sendung, um die Öffentlichkeit um Hilfe und Informationen zum Vermisstenfall Madeleine McCann, ihrer Tochter, zu bitten.

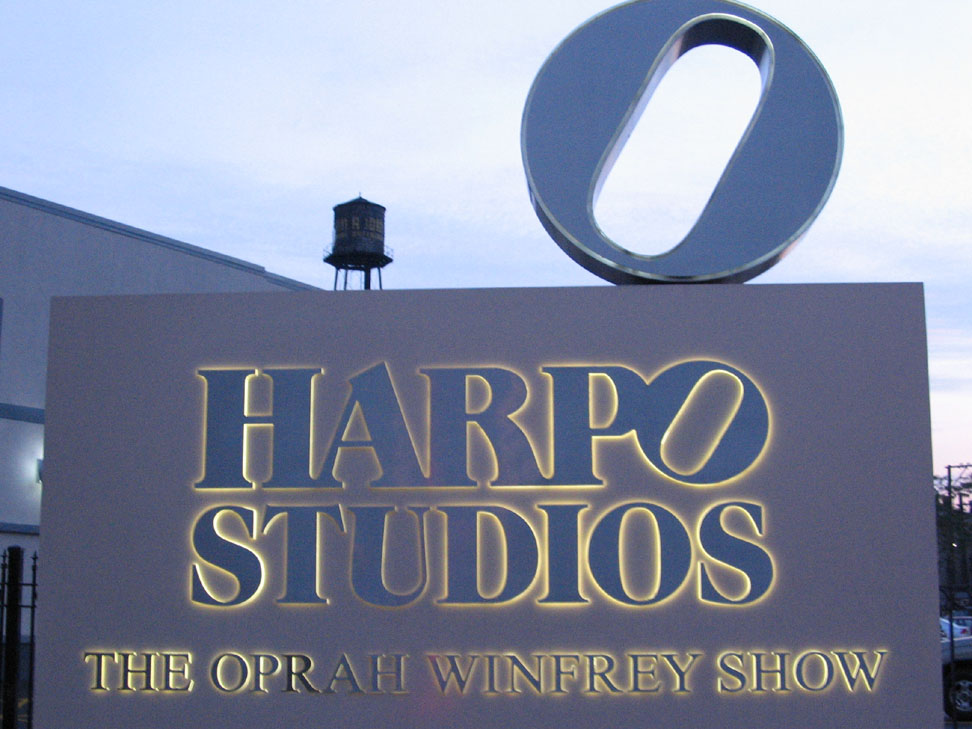
Studiogebäude der Oprah Winfrey Show: „Harpo“ ist ein Ananym des Vornamens „Oprah“.

- In mehreren Sendungen beschenkte Winfrey das anwesende Publikum in der laufenden Sendung mit teuren Gegenständen. In einer Sendung im Jahr 2004 zum Beispiel verschenkte sie 276 neue Autos, jeweils eines an jeden Zuschauer im Publikum.[5]

## Kritik
Die Oprah Winfrey Show und Oprah Winfrey waren auch oftmals Gegenstand von Kritik. So wurde ihr z. B. vorgeworfen, mit ihrer Popularität und der Medienmacht ihrer Show nicht immer verantwortungsvoll umzugehen. The Washington Post warf ihr einen zu unkritischen Umgang mit ihren politischen Gästen vor. Weiterhin wurde kritisiert, dass sie Bücher, die sie in ihren Oprah-Book-Club-Sendungen vorstelle und die dann regelmäßig zu Bestsellern würden, nicht immer kritisch behandele.